# 三条西実条
三条西 実条（さんじょうにし さねえだ、旧字体：三條西 實條 ）は、安土桃山時代から江戸時代前期にかけての公卿。内大臣・三条西公国の子。官位は従一位・右大臣。

## 経歴
天正3年（1575年）、三条西公国の長男として誕生。翌年、叙爵。侍従に任ぜられる。慶長2年（1597年）参議となり公卿に列する。翌年従三位。
江戸幕府が開幕すると、武家（幕府）からの奏請を朝廷へ取り次ぐ折衝役として室町時代と同様、武家伝奏の職が設けられた。実条は慶長18年7月11日（1613年8月26日）武家伝奏に任ぜられ、幕府との交渉を担うこととなった。元和9年（1623年）には、3代将軍・徳川家光の将軍宣下に際して上卿（口頭で天皇からの宣旨を伝える役）を務めた。なお家光の乳母・斎藤福（春日局）は、父・斎藤利三が主君・明智光秀の起こした本能寺の変に従い、山崎の戦いに敗死した後、母方の親戚である公国に引き取られ三条西邸で養育された過去があり、実条とも幼少より親交が深かった。
寛永6年（1629年）、福が病中の家光の代理として上洛した際、御所へ昇殿する資格がなかったため、同年内大臣となった実条の義理の妹（猶妹）として縁組を行い、三条西家の女性の資格で参内し、後水尾天皇に拝謁を許されることとなった。しかしこの強引な手法に、かねてから紫衣事件などで幕府の圧迫に不快を感じていた後水尾天皇は、二女の興子内親王（明正天皇）に譲位する事態となる。この武家と朝廷の確執に際し、実条は終始幕府側の意向に忠実に従い、同役（武家伝奏）の中院通村が後水尾帝の意に沿って行動したのと対照的であった（通村は翌年罷免された）。
寛永12年（1635年）従一位に進み、同17年（1640年）6月には家光の執奏により、三条西家としては異例の右大臣に任ぜられる（大臣家の極官は内大臣が通例であり、右大臣任官は近世では実条と中院通躬のみ）。しかし、3ヶ月後の10月には辞退。同月、武家伝奏の任のまま薨去した。享年66。

## 歌道
堂上公家である三条西家の家職は歌道であった。実条の高祖父で戦国時代前期の当主・三条西実隆は当代随一の歌人と評された。実隆・公条・実枝の三代はいずれも歌道に優れており、家職として歌道を継承した（古今伝授）。しかし実枝は子の公国が幼かったため、弟子の一人であった細川幽斎に中継ぎとして古今伝授を継承させた。公国成人後、幽斎は古今伝授を伝えようとしたが、公国が32歳で死去したため、幽斎は改めて公国の子である三条西実条に古今伝授を行い、師・三条西実枝との約束を果たした。

## 官職および位階等の履歴
| 年             | 歳 | 官職                   | 位階     |
| -------------- | -- | ---------------------- | -------- |
| 1576（天正4）  | 2  | 侍従                   |          |
| 1580（天正8）  | 6  | ↓                      | 従五位上 |
| 1584（天正12） | 10 | ↓                      | 正五位下 |
| 1588（天正16） | 14 | 右近衛少将             | 従四位下 |
| 1589（天正17） | 15 | ↓                      | 従四位上 |
| 1591（天正19） | 17 | 右近衛中将             | ↓        |
| 1595（文禄4）  | 21 | ↓                      | 正四位下 |
| 1597（慶長2）  | 23 | 参議                   | ↓        |
| 1600（慶長5）  | 26 | ↓                      | 従三位   |
| 1606（慶長11） | 32 | 権中納言               | ↓        |
| 1609（慶長14） | 35 | ↓                      | 正三位   |
| 1613（慶長18） | 39 | 権大納言               | ↓        |
| 1614（慶長19） | 40 | 武家伝奏               | 従二位   |
| 1617（元和3）  | 43 | ↓                      | 正二位   |
| 1624（寛永元） | 50 | 中宮大夫               | ↓        |
| 1629（寛永6）  | 55 | 内大臣                 | ↓        |
| 1630（寛永7）  | 56 | 辞去                   | ↓        |
| 1632（寛永9）  | 58 | 中宮大夫・武家伝奏辞去 | ↓        |
| 1635（寛永12） | 61 |                        | 従一位   |
| 1640（寛永17） | 66 | 右大臣                 | ↓        |
| 1640（寛永17） | 66 | 薨去                   |          |

## 系譜
- 父：三条西公国
- 母：西園寺公朝女
- 正室：前田玄以女
- 正室の子女
  - 女子：清元院
  - 三男：実名(西郊実号)(にしむら さねな)又は西郊高松 - 西郊家の祖。子に西郊実信、佐竹義明正室
  - 五男：公紀(堀尾泰長)又は堀尾右京-　子に清水谷実業、押小路公音
- 家女房の子女
  - 嫡男：三条西公勝
  - 二男武者小路公種 - 武者小路家の祖
  - 四男：西川(芳心院)
  - 六男：光深（修南院大和尚）
  - 女子：最上義智後室
  - 女子：浄心院 - 堀親昌後室
  - 女子：清雲院（荒尾但馬室）
  - 女子：桂昌院

## 演じた人物
- 梅津栄（『柳生一族の陰謀』〈東映制作劇場版〉、1978年※三条大納言実条名義）
- 山城新伍（『柳生一族の陰謀』、1978年※作中では三条大納言実条名義）
- 橋爪淳（『春日局』、1989年）
- 森田順平（『葵 徳川三代』、2000年）
- 伊藤正之（『大奥 (フジテレビの時代劇)』、2004年)